# Llista d'estats sobirans del 1973

## Estats sobirans

### A
- Afganistan – Regne de l'Afganistan (fins al 17 de juliol)
  - Afganistan – República de l'Afganistan (des del 17 de juliol)
- Albania – República Popular d'Albània
- Alemanya Occidental – República Federal d'Alemanya[1]
- Alemanya de l'Est – República Democràtica d'Alemanya[2]
- Algeria – República Democràtica Popular d'Algèria
- Alt Volta – República de l'Alt Volta
- Andorra – Principat d'Andorra
- Aràbia Saudita – Regne de l'Aràbia Saudita
- Argentina – República de l'Argentina
- Austràlia – Commonwealth d'Austràlia
- Àustria – República d'Àustria

### B
- Bahames – Commonwealth de les Bahames (des del 10 de juliol)
- Bahrain – Estat de Bahrain
- Bangladesh – República Popular de Bangladesh
- Barbados
- Bèlgica – Regne de Bèlgica
- Bhutan – Regne de Bhutan
- Burma – Unió de Birmània
- Bolívia – República de Bolívia
- Botswana – República de Botswana
- Brasil – República Federativa del Brasil
- Bulgària – República Popular de Bulgària
- Burundi – República de Burundi

### C
- Camerun – República Unida del Camerun
- Canadà – Domini del Canadà
- República Centreafricana
- Colòmbia – República de Colòmbia
- - República Popular del Congo
- Corea del Nord – República Democràtica Popular de Corea[3]
- Corea del Sud – República de Corea[4]
- Costa d'Ivori – República de la Costa d'Ivori
- Costa Rica – República de Costa Rica
- Cuba – República de Cuba

### D
- Dahomey – República de Dahomey
- Dinamarca – Regne de Dinamarca
- República Dominicana

### E
- Egipte – República Àrab d'Egipte
- United Arab Emirates
- Equador – República de l'Equador
- Espanya – Estat espanyol
- Estats Units – Estats Units d'Amèrica
- Etiòpia – Imperi d'Etiòpia

### F
- Fiji  – Domini de les Fiji
- Filipines – República de les Filipines
- Finlàndia – República de Finlàndia
- França – República Francesa

### G
- Gabon – República gabonesa
- The Gambia – República de Gàmbia
- Ghana – República de Ghana
- Grècia – Regne de Grècia
- Guatemala – República de Guatemala
- Guinea – República de Guinea
- Equatorial Guinea – República de Guinea Equatorial
- Guinea Bissau – República de Guinea–Bissau (des del 24 de setembre)
- Guyana – Cooperativa República de Guyana

### H
- Haití – República d'Haití
- Hondures – República d'Hondures
- Hongria – República Popular d'Hongria

### I
- Iemen del Nord – República Àrab del Iemen[5]
- Iemen del Sud – República Democràtica Popular del Iemen
- Índia – República de l'Índia
- Indonèsia – República d'Indonèsia
- Iran – Regne de l'Iran
- Iraq – República de l'Iraq
- Irlanda – República d'Irlanda
- Islàndia – República d'Islàndia[6]
- Israel – Estat d'Israel[7]
- Itàlia – República Italiana
- Iugoslàvia – República Socialista Federal de Iugoslàvia

### J
- Jamaica
- Japó
- Jordània – Regne Haiximita de Jordània

### K
- Kenya – República de Kenya
- República Khmer
- Kuwait – Estat de Kuwait

### L
- Laos
- Lesotho – Regne de Lesotho
- Líban – República Libanesa
- Libèria – República de Libèria
- Líbia – República Àrab Libanesa
- Liechtenstein – Principat de Liechtenstein
- Luxemburg – Gran Ducat de Luxemburg

### M
- Malawi – República de Malawi
- Malaysia - Federació de Malàisia
- Maldives – República de les Maldives
- Madagascar - República Malgaixa
- Mali – República de Mali
- Malta – Estat de Malta
- Morocco – Regne del Marroc
- Mauritius – Maurici
- Mauritània – República Islàmica de Mauritània
- Mèxic – Estats Units de Mèxic
- Mònaco – Principat de Mònaco
- Mongòlia – República Popular de Mongòlia

### N
- Nauru – República de Nauru[8]
- Nepal – Regne del Nepal
- Nicaragua – República de Nicaragua
- Níger – República del Níger
- Nigèria – República Federal de Nigèria
- Noruega – Regne de Noruega
- Nova Zelanda - Domini de Nova Zelanda

### O
- Oman – Sultanat d'Oman

### P
- Països Baixos – Regne dels Països Baixos
- Pakistan – República Islàmica del Pakistan
- Panamà – República del Panamà
- Paraguai – República del Paraguai
- Perú – República Peruana
- Polònia – República Popular de Polònia
- Portugal – República Portuguesa

### Q
- Qatar – Estat de Qatar

### R
- Regne Unit – Regne Unit de la Gran Bretanya i Irlanda del Nord
- Romania – República Socialista de Romania
- Ruanda – República Ruandesa

### S
- El Salvador – República del Salvador
- Western Samoa – Estat Independent de la Samoa Oriental
- San Marino – Sereníssima República de San Marino
- Senegal – República del Senegal
- Sierra Leone – República de Sierra Leone
- Sikkim – Regne de Sikkim
- Singapore – República de Singapur
- Síria – República Àrab Siriana
- Somàlia – República Democràtica de Somàlia
- Sri Lanka – República de Sri Lanka
- South Africa – República de Sud-àfrica
- Sudan – República Democràtica del Sudan
- Suècia – Regne de Suècia
- Suïssa – Confederació suïssa
- Swazilàndia – Regne de Swazilàndia[9]

### T
- Tailàndia – Regne de Tailàndia
- Tanzania – República Unida de Tanzània
- Togo – República Togolesa
- Tonga – Regne de Tonga
- Trinidad and Tobago – Trinitat i Tobago
- Tunísia – República Tunisiana
- Turquia – República de Turquia
- Txad – República del Txad
- Txecoslovàquia – República socialista Txecoslovaca

### U
- Uganda – República d'Uganda
- Soviet Union – Unió de Repúbliques Socialistes Soviètiques
- Uruguai – República Oriental de l'Uruguai

### V
- Ciutat del Vaticà – Estat de la Ciutat del Vaticà
- Veneçuela – Estats Units de Veneçuela
- North Vietnam – República Democràtica del Vietnam
- South Vietnam – República del Vietnam

### X
- Xile – República de Xile
- People's Republic of China – República Popular de la Xina
- Cyprus – República de Xipre

### Z
- Zaire – República del Zaire
- Zàmbia – República de Zàmbia

## Estats que proclamen la sobirania
- Rhodesia – República de Rhodèsia
- Rwenzururu – Regne de Rwenzururu
- Republic of China – República de la Xina